# The Ascent of F6
The Ascent of F6: A Tragedy in Two Acts, de WH Auden i Christopher Isherwood, va ser la segona i més exitosa obra de la col·laboració Auden-Isherwood, publicada per primera vegada el 1936. Va ser una contribució important al drama poètic anglès a la dècada de 1930. S'ha vist com una paràbola sobre la voluntat, el lideratge i la naturalesa del poder: qüestions de preocupació creixent a Europa a mesura que avançava la dècada.

## Antecedents
L'obra és àmpliament considerada com una al·legoria de la temptació d'Auden de ser un personatge públic; aquesta interpretació la va oferir RG Collingwood a The Principles of Art (1938).
L'obra es va publicar en tres versions lleugerament diferents: la primera edició anglesa el 1936, l'edició nord-americana el 1937 i una segona edició anglesa el 1937.
L'obra està dedicada al germà geòleg Auden, John Bicknell Auden, que havia participat en una expedició a prop de la muntanya K2 de l'Himàlaia.
Auden va convidar personalment a Benjamin Britten a escriure la música incidental de l'obra. Britten va compondre la música el febrer de 1937, el mes de la primera producció de l'obra, incloent-hi un muntatge coral de Stop all the clocks (titulat <i>Funeral Blues</i>).